# Ksanomelin
Ksanomelin (LY-246,708, Lumeron, Memkor) je agonist muskarisnkog acetilholinskog receptora sa umerenom selektivnošću za M1 i M4 podtipove. Nije poznato da ksanomelin deluje kao antagonist M5 receptora. On je bio ispitivan za lečenje Alchajmerove bolesti i šizofrenije, posebno kognitivnih i negativnih simptoma. Gastrointestinalne nuspojave su dovele do visoke stope napuštanja kliničkih ispitivanja. Uprkos tome, za ksanomelin je pokazano da ima umerenu efikasnost u lečenju simptoma šizofrenije. Jedna nedavna studija je utvrdila robustno poboljšanje pri verbalnom učenju i u kratkotrajnoj memoriji usled tretmana ksanomelinom.